# Памятник Николаю Копернику (Варшава)

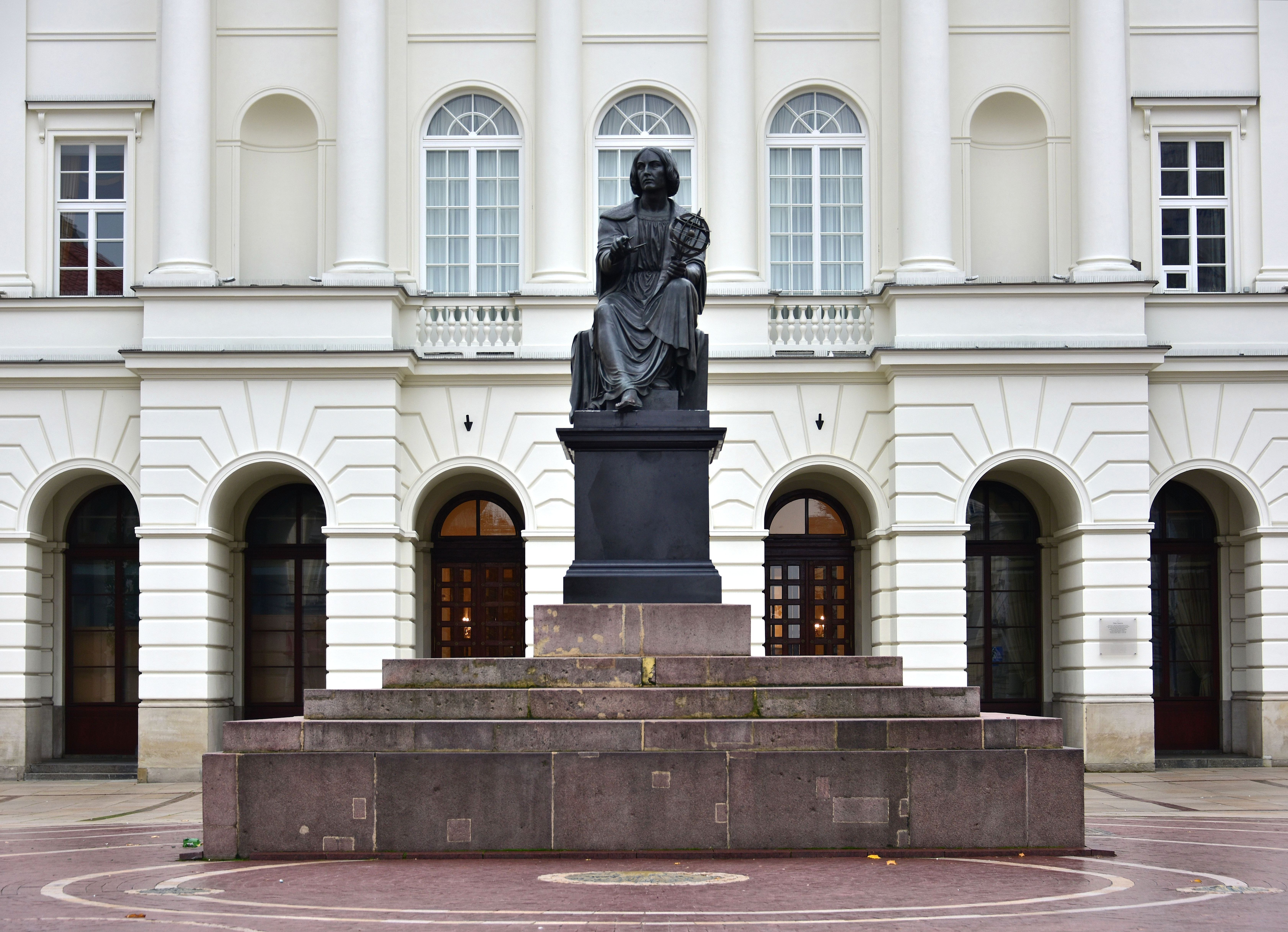

Памятник Николаю Копернику — памятник в Варшаве является работой датского скульптора Бертеля Торвальдсена. Скульптура, отлитая из бронзы в 1822 году, была установлена перед Дворцом Сташица на улице Краковское предместье в 1828-1830 годах.
Скульптура изображает астронома сидящим, держащим армиллярную сферу в левой руке и циркуль в правой.
Памятник Копернику работы Toрвальдсена в Варшаве был торжественно открыт цесаревичем Константином Павловичем 11 (24) мая 1830 г. На пьедестале этого первого памятника великому ученому были высечены слова:

«Solis stator
Тerrae motor»
«Остановивший Солнце.
Сдвинувший Землю».

Сейчас на пьедестале с обеих сторон находятся надписи: с левой — «NICOLAO COPERNICO GRATA PATRIA» (лат. «Николаю Копернику благодарная отчизна»), с правой — «MIKOŁAJOWI KOPERNIKOWI RODACY» (польск. «Николаю Копернику соотечественники»).
Памятник был поставлен на средства Станислава Сташица, католического священника и представителя польского Просвещения, но при торжественном открытии памятника не присутствовали представители польского духовенства, поскольку книга Коперника «De revolutionibus orbium coelestium» («Об обращении небесных сфер») была запрещена Ватиканской Конгрегацией доктрины веры в 1616 году.
Во время второй мировой войны германские оккупационные власти вместо надписей на лытыни и польском сделали на памятнике надпись на немецком «Николаю Копернику от немецкого народа». 11 февраля 1942 г. Мацей Алексей Давидовский убрал немецкую надпись. В ответ на это 21 февраля немцы убрали памятник Яну Килинскому в Национальный музей. После этого Давидовский и его товарищи написали на стене этого музея «Варшавяне — Я здесь. Ян Килинский» и 13 марта прикрепили к памятнику Копернику табличку с надписью: «За снос памятника Килинскому я продлеваю зиму на два месяца. Коперник».
В 1943 г. немцы торжественно праздновали 400-летие со дня смерти «великого немецкого ученого» Коперника. В знак протеста молодые польские поэты из группы «Искусство и нация» решили возложить венок к памятнику Коперника, который немцы теперь специально охраняли. Венок возложил Вацлав Боярский, Здислав Строинский делал фотографии, Тадеуш Гайцы с пистолетом прикрывал акцию. Уходя от погони, Боярский наткнулся на патруль и был смертельно ранен, он умер в тюремной больнице. Арестованный Строинский успел уничтожить плёнку, а затем и доказать, что он, провинциал, в Варшаве оказался случайно и к акции отношения не имеет.
После Варшавского восстания монумент был вывезен на переплавку, но был найден в г. Ныса.
Копии этого памятника находятся в Монреале и Чикаго.

## Галерея

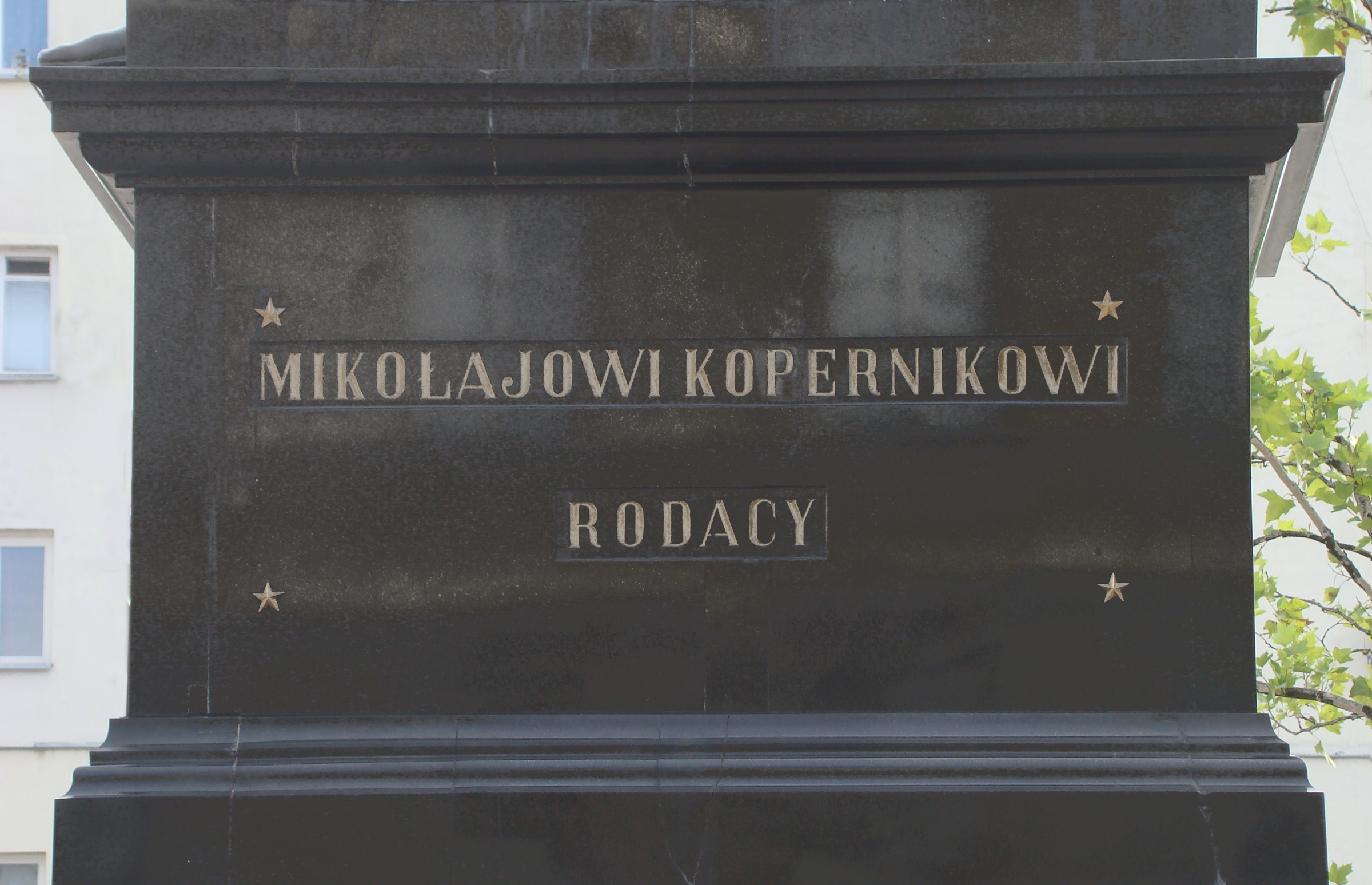
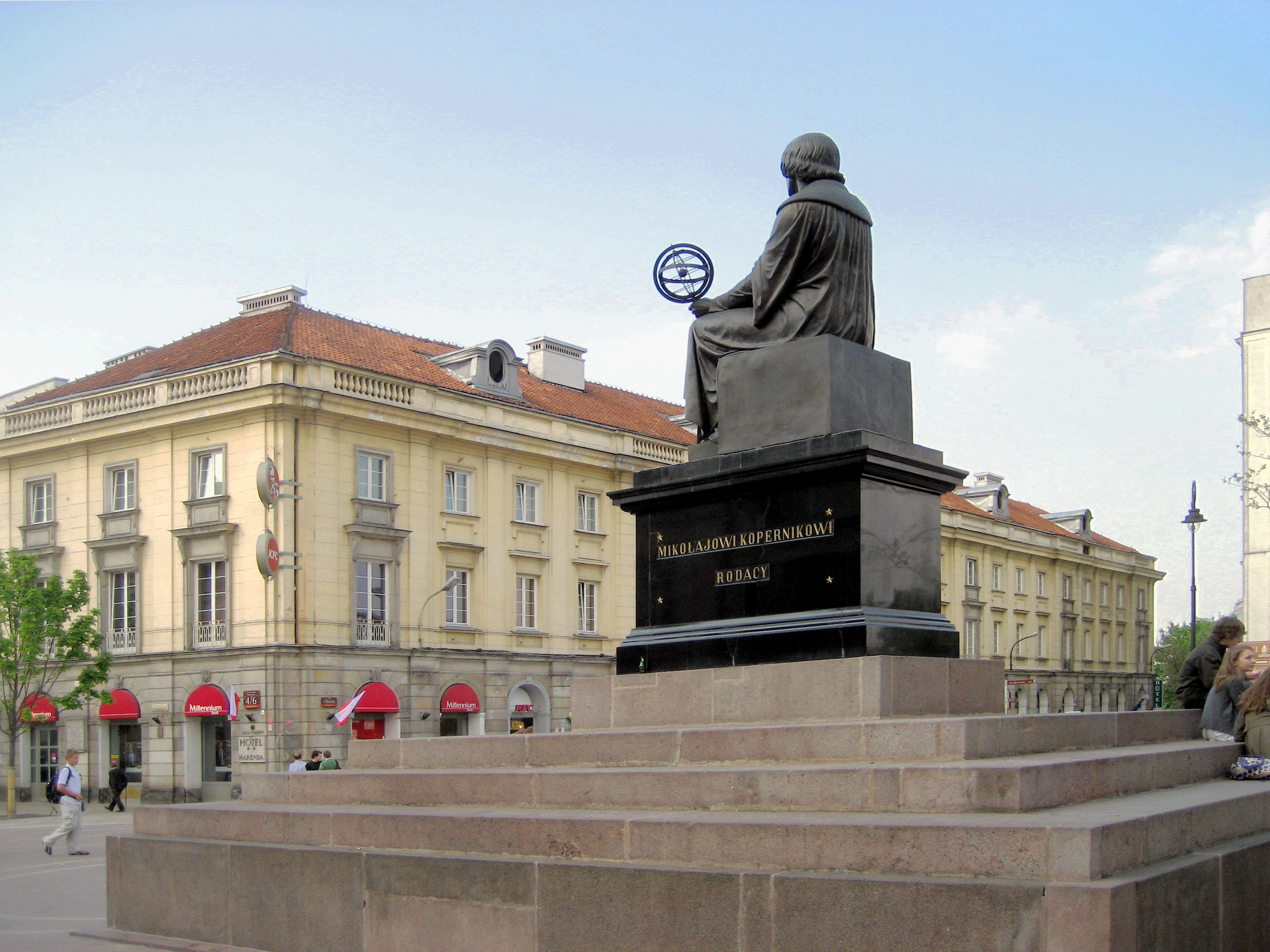
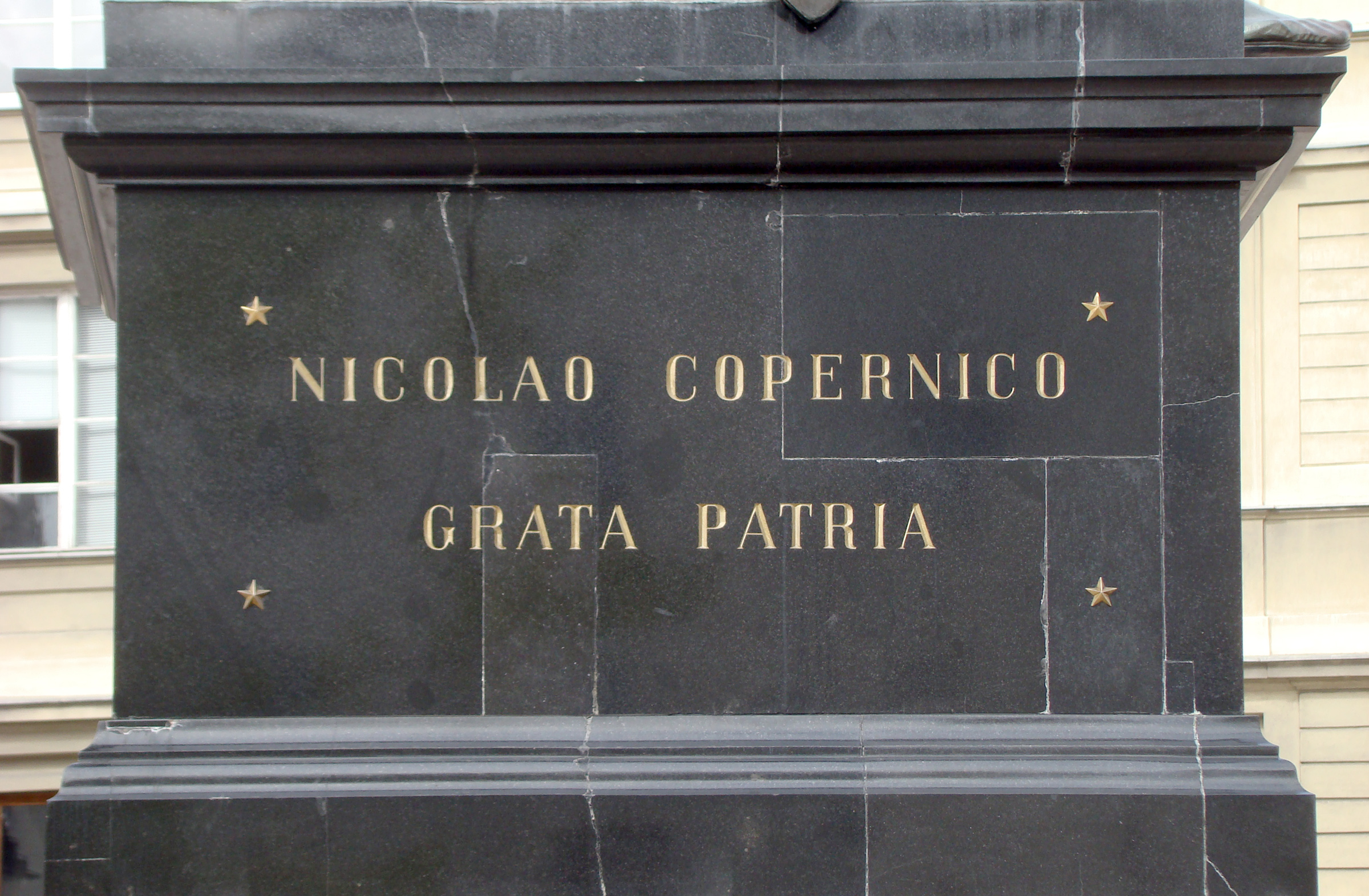